# Лорінц Сабо
Лорінц Сабо (угор. Szabó Lőrinc; 31 березня 1900, Мішкольц — 3 жовтня 1957, Будапешт) — угорський поет, перекладач.

## Біографія
Сабо народився в родині машиніста Лорінца Сабо і Ілони Паньїцкі (Ilona Panyiczky). Коли йому було три роки сім'я переїхала в Балашадьярмат. Сабо відвідував школи в Балашадьярматі і Дебрецені, потім навчався в Будапештському університеті, де познайомився з Міхаєм Бабичем. Не закінчивши університету, Сабо в 1921 році почав працювати в газеті «Az Est» («Вечір»). Незадовго до цього він одружився з Кларою Мікеш (Klára Mikes). У газеті Сабо пропрацював до 1944 року. Між 1927 і 1928 роком він заснував і був редактором «Pandora».
Перші вірші Сабо публікувалися в 1920-х роках в журналі «Nyugat» («Захід»). Перша збірка «Земля, ліс, бог» вийшла в 1922 році, мала значний успіх. Переклав на угорську мову багато творів зарубіжних поетів: У. Шекспіра, Ш. Бодлера, Ф. Війона, Мольєра, І. Гете, П. Верлена, Ф. Тютчева, А. Пушкіна, О. Хайяма, В. Маяковського, І. Крилова.
Брав участь у боях Другої світової війни. Під час цієї війни при взятті Будапешта радянськими військами радянський капітан з Киргизстану Теміркул Уметаліев врятував Сабо, його сім'ю і бібліотеку поета. На знак подяки за це Сабо присвятив капітану вірші «Теміркул Уметаліев». Зустрівшись з Дюлою Гембешем, Сабо на літературному конгресі в Ліллафюред відстоював красу військової поезії, за що був оцінений як представник правих і не міг публікувати власні твори, за винятком переказів. Визнання прийшло до нього незадовго до смерті, коли він отримав премію імені Аттіли Йожефа (1954) і премію імені Л. Кошута (1957). Помер від серцевого нападу.
На вірші Лорінца Сабо були написані пісні «В італійській опері» і «Музика», що увійшли до альбому групи «Наутилус Помпилиус» «Переїзд».